# Агломерация Миннеаполис — Сент-Пол
Агломерация городов Миннеаполис и Сент-Пол располагается в Верхнем Среднем Западе США в районе слияния рек Миссисипи, Миннесота и Сент-Круз. Район является экономическим, культурным и политическим центром штата Миннесота. Два города, составляющие ядро агломерации, жители Миннесоты называют «Города-близнецы» или просто «Города». Помимо них, в агломерацию входит еще около 200 муниципалитетов. Крупнейшими из них являются Блумингтон, Бруклин-Парк и Плимут.
Миннеаполис и Сент-Пол являются независимыми муниципалитетами с определенными границами. Миннеаполис расположен в основном на западной стороне реки Миссисипи, Сент-Пол на восточной. Планировка обоих городов типична для США: имеется небольшой деловой центр и обширные жилые пригороды. Отличительной чертой центра Миннеаполися является система закрытых пешеходных переходов, объединяющих большую часть зданий, благодаря которой можно обойти весь центр, ни разу не выйдя на улицу. Если Миннеаполис выглядит более современно благодаря своим небоскребам и широким улицам, то Сент-Пол, напротив, кажется более европейским городом со спокойными районами и хорошо сохранившимися зданиями поздней викторианской архитектуры. В обоих городах и в окружающих их населенных пунктах есть озера, холмы и ручьи.
Административно-бюджетное управление США определяет 13 округов Миннесоты и 2 округа Висконсина как как «Метрополитенский статистический ареал Миннеаполис-Сент-Пол-Блумингтон, штат Миннесота-Висконсин». Семь из них, выделенные в нижерасположенной таблице жирным шрифтом, находятся в юрисдикции Метрополитенского совета — регионального органа, промежуточного между уровнем власти округа и уровнем власти штата, ответственного за оказание общественных услуг, надзор за развитием агломерации и выполнение функций региональной планирующей организации.
| Штат      | Округ (ru) | Округ (en)         | Столица округа | Крупнейший город | Площадь округа | Население округа |
| --------- | ---------- | ------------------ | -------------- | ---------------- | -------------- | ---------------- |
| Миннесота | Анока      | Anoka County       | Анока          | Кун-Рапидс       | 1160 км²       | 363887 чел.      |
| Миннесота | Вашингтон  | Washington County  | Стиллуотер     | Вудбери          | 1100 км²       | 267568 чел.      |
| Миннесота | Дакота     | Dakota County      | Хейстингс      | Иган             | 1520 км²       | 439882 чел.      |
| Миннесота | Исанти     | Isanti County      | Кеймбридж      | Кеймбридж        | 1170 км²       | 41135 чел.       |
| Миннесота | Карвер     | Carver County      | Часка          | Шанхассен        | 970 км²        | 106992 чел.      |
| Миннесота | Ле-Сур     | Le Sueur County    | Ле-Сентер      | Манкейто         | 1160 км²       | 28674 чел.       |
| Миннесота | Милл-Лакс  | Mille Lacs County  | Милака         | Принстон         | 1770 км²       | 26459 чел.       |
| Миннесота | Райт       | Wright County      | Баффало        | Сент-Майкл       | 1850 км²       | 141337 чел.      |
| Миннесота | Рамси      | Ramsey County      | Сент-Пол       | Сент-Пол         | 440 км²        | 552352 чел.      |
| Миннесота | Скотт      | Scott County       | Шакопи         | Шакопи           | 950 км²        | 150928 чел.      |
| Миннесота | Хеннепин   | Hennepin County    | Миннеаполис    | Миннеаполис      | 1570 км²       | 1281565 чел.     |
| Миннесота | Шерберн    | Sherburne County   | Элк-Ривер      | Элк-Ривер        | 1170 км²       | 97183 чел.       |
| Миннесота | Шисаго     | Chisago County     | Сентер-Сити    | Норт-Бранч       | 1140 км²       | 56621 чел.       |
| Висконсин | Пирс       | Pierce County      | Эллсворт       | Ривер Фоллс      | 1530 км²       | 42212 чел.       |
| Висконсин | Сент-Крой  | Saint Croix County | Хадсон         | Хадсон           | 1910 км²       | 93536 чел.       |

## Население
В агломерации проживают свыше 3,6 миллионов человек. Наиболее крупными этническими группами являются белые нелатиноамериканцы (74%), чернокожие (8,66%), азиаты (6,79%), белые латиноамериканцы (2,45%) и представители смешанных рас (3,72%).
Исследователи отмечают культурные различия между двумя основными городами агломерации, связанные с историей эмиграции: Миннеаполис заселяли в основном жители скандинавских стран лютеранского вероисповедания, в то время как Сент-Пол становился домом для католиков из Ирландии и германских государств. В настоящее время основными местами рождения иммигрантов являются Мексика, Индия и Сомали. Не взирая как на исторические различия, так и на современную иммиграцию в США, население агломерации в значительной степени монокультурно: при переписи населения ни одно домохозяйство не указало в качестве основного домашнего общения язык, отличный от английского. Гражданами США являются 95,5% жителей.

## Условия жизни
На общеамериканском фоне агломерация характеризуется низким уровнем безработицы, доступными ценами на недвижимость, большим количеством парков и культурных достопримечательностей, сравнительно низким уровнем преступности и, в целом, сочетанием благополучия в плане поиска работы и доступного жилья. Неравенство доходов в Миннесоте (коэффициент Джини) составляет 0,459, что ниже, чем в среднем по стране. Также отмечается малое количество бездомных, что однако может быть объяснено не столько экономическими успехами, сколько климатом: в Миннесоте он не располагает к возможности бродяжничества, как в более южных штатах
. С другой стороны, одной из насущных проблем Миннесоты в целом является предвзятость к чернокожим в том числе со стороны полиции, самым громким случаем которой явилось убийство Джорджа Флойда. В 2018 году агломерацию назвали одной из худших в США для чернокожих жителей — по данным сайта 24/7 Wall Street, белые семьи тут в среднем зарабатывали в два раза больше, чем темнокожие.
Экономика агломерации является 13-й по величине в США и занимает второе место на Среднем Западе после Чикаго. Район Миннеаполис-Сент-Пол также является вторым по величине центром производства медицинского оборудования в Северной Америке и четвертым по величине банковским центром США, после Нью-Йорка, Сан-Франциско и Шарлотта. В рейтинге крупнейших финансовых центров мира по версии британской консалтинговой компании Z/Yen агломерация Миннеаполиса и Сент-Пола занимает 29 место, войдя в этот рейтинг в 2023 году.
Через агломерацию проходит несколько межштатных автомагистралей. На территории агломерации расположен Международный аэропорт Миннеаполис/Сент-Пол, самый загруженный аэропорт региона Верхнего Среднего Запада и, по некоторым опросам, лучший аэропорт в Северной Америке. Общественный транспорт представлен городскими автобусами, системой METRO и пригородной железнодорожной линией Northstar Line.
Среди всех крупных агломераций США здесь самый холодный климат. Однако из-за южного расположения агломерации на территории Миннесоты и благодаря эффекту городского острова тепла города-близнецы являются одними из самых теплых мест Миннесоты.

## История
В появлении и заселении двух близкорасположенных городов сыграла роль естественная география. В этом районе течение Миссисипи преграждается порогами. Сент-Пол вырос из посёлка Ламбертс-Лэндинг, последнего места, где могли разгружаться пришедшие с низовьев Миссисипи суда. В 11 километрах выше по течению Миссисипи природно-гидрологические условия, в свою очередь, были оптимальны для устройства водяных мукомольных мельниц. Именно вокруг них и вырос Миннеаполис. С тех пор сохранилась поговорка «Сент-Пол — последний город Востока, Миннеаполис — первый город Запада».
Как некая единая общность Миннеаполис и Сент-Пол стали восприниматься к 70-м годам XIX века. Тогда же возник термин Dual Cities, причем изначально он подчеркивал различие, а не общность городов. Позже он эволюционировал в Twin Cities.
Долгое время города соперничали между собой. На рубеже XIX и XX веков соперничество стало настолько интенсивным, что архитектору, практикующему в одном городе, часто отказывали в работе в другом. Во время переписи населения Соединенных Штатов 1890 года дошло до того, что два города арестовывали и/или похищали переписчиков друг друга, пытаясь не дать каждому городу перерасти другой. В 1950-х годах оба города конкурировали за франшизу главной лиги бейсбола (что привело к строительству двух конкурирующих стадионов); в середине 1960-х годов два города не могли договориться об общем календаре перехода на летнее время, в результате чего несколько недель жители Миннеаполиса были на час «позади» жителей Сент-Пола. Взаимный антагонизм между городами в значительной степени был устранен к концу 1960-х годов благодаря спортивным командам «Миннесота Твинс» и «Миннесота Вайкингс», обе из которых идентифицировали себя со штатом в целом (первая явно названа в честь обоих городов), а не с каким-либо из городов (как например более ранний «Миннеаполис Лейкерс»). С тех пор для крупных спортивных команд Миннесоты это стало обычной практикой.
К концу 1980-х годов Миннеаполис и Сент-Пол часто упоминались как бывшие города Ржавого пояса, которые успешно перешли к экономике услуг, финансов, и высоких технологий.